# ウィキショナリー
もしかして
- ウィクショナリー

ではありませんか？